# الإسلام في جمهورية الكونغو
انتشر الإسلام في جمهورية الكونغو من شمال أفريقيا في منتصف القرن 19. يقدر المسلمون هناك ب 2 في المئة من السكان. في 2005 بني مسجد كبير جديد في العاصمة برازافيل. معظم العاملين في المراكز الحضرية مهاجرين من غرب أفريقيا ولبنان وأيضا من دول شمال أفريقيا. وصل مهاجرين من غرب أفريقيا ومعظمهم من مالي وبنين وتوغو وموريتانيا والسنغال. اللبنانيون كانوا يتبعون مذهب أهل السنة والجماعة. كما أن هناك أيضا عدد كبير من المسلمين ذو أصول تشادية.
الأعياد الإسلامية غير معترف بها على المستوى الوطني ومع ذلك يتم احترامها. أرباب العمل يمنحون إجازة لأولئك الذين يرغبون في الاحتفال بالأعياد الإسلامية غير المعترفة.